# 哈蒙 (伊利諾伊州)
哈蒙（英語：Harmon）是位於美國伊利諾伊州李縣的一個村落。

## 地理
哈蒙的座標為41°43′14″N 89°33′19″W / 41.72056°N 89.55528°W，而該地最高點為海拔高度206米（即676英尺）。

## 人口
根據2010年美國人口普查的數據，哈蒙的面積為18.35平方千米，當中陸地面積為18.32平方千米，而水域面積為0.03平方千米。當地共有人口120人，而人口密度為每平方千米6人。